# タカネマスクサ
タカネマスクサ Carex planata Franch et Sav. 1878 はカヤツリグサ科スゲ属の植物の1つ。マスクサに似るが、小穂が丸々としている。

## 特徴
多年生の草本。根茎は短く、茎や葉は纏まって出る。大きな株立ちになり、全体に質が柔らかく、細長く、淡緑色をしている。葉は幅1.5～2.5mm。葉は花茎より長く発達する。
花期は5～7月。花茎は高さ30～60cm、鈍い稜はあるが滑らかとなっている。花序は穂状で4～7個の小穂をつける。小穂は花茎の先端に近い方に集まるが互いに離れて付き、特に下方のもの程互いに離れる。小穂の基部から出る方は葉身状部がよく発達し、花序より遙かに長く伸びる。小穂は先端側に多数の雌花があり、基部に少数の雄花を着ける雌雄性である。ただし先端の小穂のみは雄花部が長くて全体に細身になっている。側小穂は卵形で長さ6～10mm、幅4～6mm。雄花鱗片は半透明で先端は鋭く尖るか短い芒状に突き出す。雌花鱗片は淡緑色で果胞より短い。色は緑白色、先端は短い芒状に突き出す。果胞は広卵形で扁平、広い翼があり、長さ3.5～4.5mm。翼の縁は不規則な細かい鋸歯が並び、先端の嘴は短く、その後部は2つの歯状に突き出している。果実は長さ1.5mm。柱軸は2つに裂ける。
和名はマスクサに近縁でより山寄りの地に生えることに依るものとしつつ、しかしタカネと言う名から連想されるような高山植物ではないと付記している。

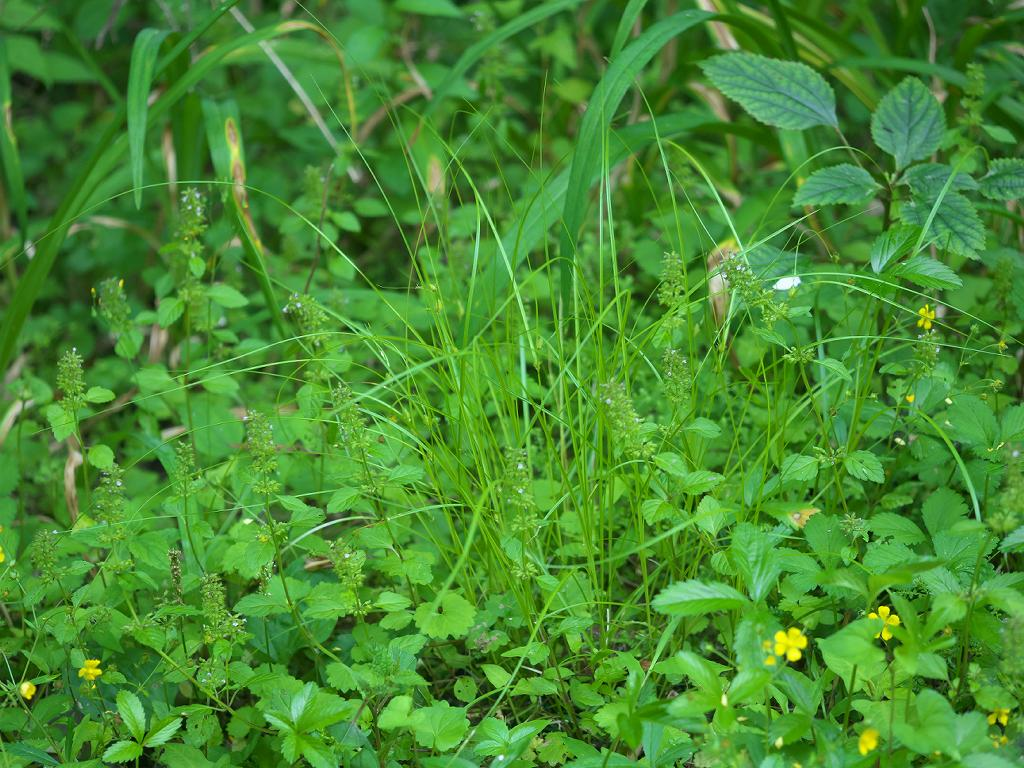
路傍の草間に生えている様子
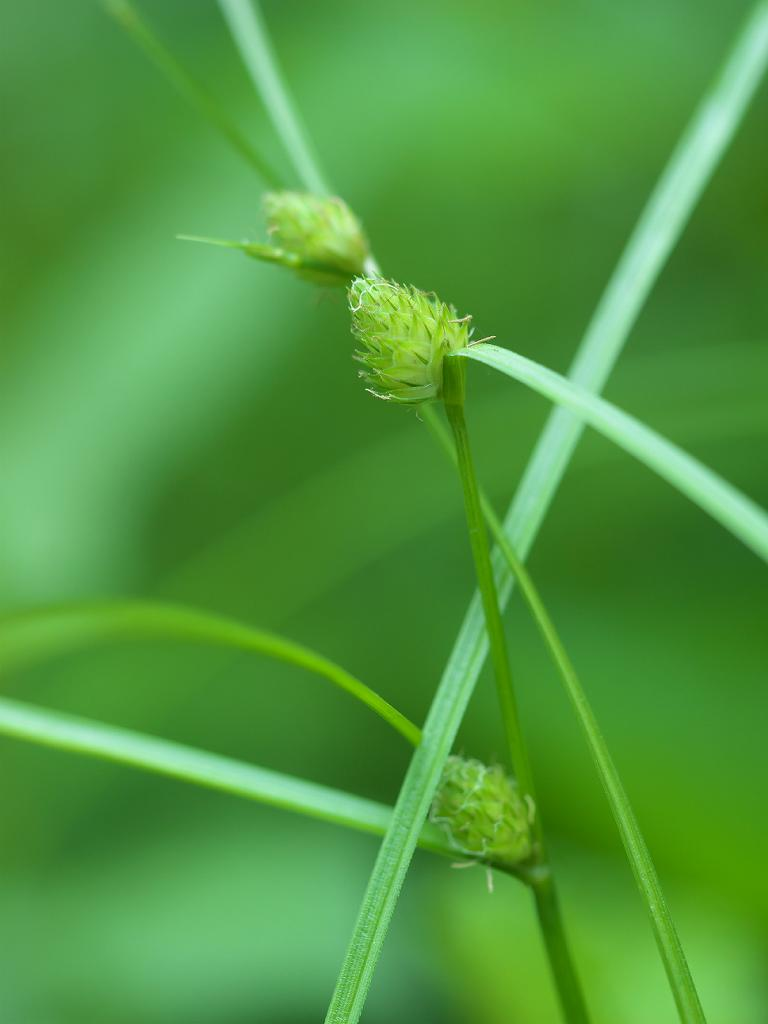
花序の拡大像

## 分布と生育環境
日本固有種で、北海道、本州、四国、九州に分布する。
平地から山地帯にかけての湿った樹林内に生える。湿った路傍にも出現する。

## 分類・類似種など
小穂は柄がなく、同一形態のものが穂状に着くのはいわゆるマスクサ亜属の特徴であるが、中でも小穂は雌雄性、果胞に翼があり、柱頭は2分、匍匐枝は出さないなどの特徴から勝山(2015)は本種をヤブスゲ節 Sect. Remotae に含める。この節には5種ほどがあるが、本種は果胞が広卵形である点、全ての苞がよく発達する点などで区別できる。同じ節のヤブスゲ C. rochebrunii は果胞が卵状披針形と遙かに細長い点で容易に区別でき、また以下に述べる変種以外はこの節のものはヤブスゲと同様に細長い果胞を持つ。
むしろ節の異なるマスクサ C. gibba との判別の方が重要であろう。この種は本種とは説が別であるが、その区別は柱頭が2つに裂けるか3つに裂けるかの違いであり、一目で判別できる特徴ではない。この種も株立ちで数個の無柄の小穂を穂状に着け、その方は花序を超える長さに発達するなど共通点が多い。一見で分かる違いとしては小穂が卵形で丸く膨らんでいることで、両種共に小穂の長さは10mmまで程度とほぼ同じながら、幅はこの種では4mm、本種では6mmまでと一回り太くなっている。その結果、本種では小穂が丸々と膨らんで花茎に並んでいる様に見える。小穂が少ない場合には見かけではマスクサと紛らわしい場合もあると勝山(2015)は述べており、その場合には果胞が本種の方が一回り大きい（マスクサでは3～3.5mm、本種では3.5～4.5mm）ことも見分けのポイントになるとしている。
なおFujj & Kurosaki(2023)は本種を「丸みのある稈、花序より長くなる苞を持つ穂状花序、卵形の小穂、縁に翼を持つ扁平な果胞」という特徴で他のスゲ属全てから容易に区別できる、としている。

### 種内変異
ホザキマスクサは本種の変種 var. angustealata として記載されたもので、基本変種より花序当たりの小穂の数が多く、また果胞の翼状突起がやや狭いものに対して命名されたものであった。その後この変種について特に取り上げられないでいたが、星野他(2011)が取り上げた後に論議の対象となり、特に勝山(2015)はこれを本変種とは生育環境も異なり、独立の別種である可能性に言及した。Fujj & Kurosaki(2023) は形態などの特徴を精査し、これを独立種であるとの判断を下している。
勝山(2015)はこの変種の特徴として小穂の数が10個にまで達することと果胞の翼がやや狭いことをあげ、その生育環境を「河川の高水敷内」としており、またFujj & Kurosaki(2023)はその生育環境を河川敷のヤナギ類の林内、河岸林の林縁、時に開けた湿地に出る、としている。

## 保護の状況
環境省のレッドデータブックでは取り上げられていないが、都道県別では秋田県と愛知県で絶滅危惧I類、大分県で絶滅危惧II類、北海道、新潟県、千葉県、埼玉県、石川県、福井県、高知県で準絶滅危惧の指定を受けており、他に徳島県では情報不足、東京都では絶滅したとされている。